# Intern (boek)
Intern (oorspronkelijke Engelse titel: The year of the intern) is een boek van de Amerikaanse schrijver Robin Cook. Het is het eerste boek dat Cook schreef.

## Verhaal
Het verhaal gaat over een student die ter afsluiting van zijn medicijnstudie als coassistent gaat werken in Hawaï. Echter, wanneer de student te weinig slaapt gaat hij fouten maken tijdens zijn werk.